# Nacionalni umjetnički centar u Tokiju
Nacionalni umjetnički centar (jap. 国立 新 美術館, Kokuritsu Shin-Bijutsukan), skr. NACT, je muzej u Roppongiju, Minato (Tokio, Japan). Zajednički je to projekt Agencije za kulturna pitanja i Nezavisne upravne institucije Nacionalnih muzeja. Osnovan 2007. godine, Nacionalni umjetnički centar u Tokiju je jedan od najmlađih velikih svjetskih muzeja. Razlikuje se od ostalih muzeja umjetnosti po tome što zapravo nema stalnu zbirku. Definira se kao „prazan muzej” s organiziranim izložbama, kojih je bilo 69, samo u prvoj godini otvaranja.
Zgradu je dizajnirao arhitekt Kisho Kurokawa i to je jedan od najvećih izložbenih prostora u Japanu. Nalazi se na mjestu koje je prethodno zauzimala istraživačka ustanova Sveučilišta u Tokiju. Pristup je s .
Za razliku od drugih japanskih nacionalnih umjetničkih muzeja, NACT je bez zbirke, stalnog postava i kustosa. Kao i Kunsthalle u njemačkom govornom području, on je posvećen privremenim izložbama koje su financirale i odabrale druge organizacije. Ova politika je bila uspješna i u svojoj prvoj fiskalnoj godini (2007.) imao je 69 izložbi u organizaciji umjetničkih skupina i 10 u organizaciji NACT-a. Izložba Moneta, održana između 7. travnja i 2. srpnja 2007., bila je druga najposjećenija izložba godine, ne samo u Japanu, već i u svijetu.

## Vanjske poveznice
|  | Zajednički poslužitelj ima još gradiva o temi Nacionalni umjetnički centar u Tokiju |

- The National Art Center, Tokyo: službene stranice.
- Lokacija muzeja (engl.)

35°39′55″N 139°43′34″W / 35.66528°N 139.72611°W